# Jantina (sommergibile 1913)
Lo Jantina è stato un sommergibile della Regia Marina.

## Storia
Nella prima fase della sua vita operativa fu impiegato nel Tirreno settentrionale, prendendo parte – al comando del tenente di vascello Colombo Tarò – a diverse esercitazioni, facendo base a La Maddalena dove trascorse un periodo in addestramento.
All'entrata dell'Italia nella prima guerra mondiale si trovava a Venezia, assegnato alla I Squadriglia Sommergibili ed ancora al comando del tenente di vascello Tarò.
Fu impiegato principalmente nella difesa costiera. 
Il 18 luglio 1916 fu inviato al largo di Porto Tayer a supporto di un attacco aereo che si sarebbe svolto nel Canale della Morlacca (tra Pago e la costa dalmata), con bersaglio alcuni mercantili del Lloyd Austriaco.
Nel gennaio 1917 divenne caposquadriglia; il comandante Tarò venne frattanto promosso capitano di corvetta.
Disarmato nel dicembre 1917, fu radiato l'anno seguente e demolito.